# Cama de fusta

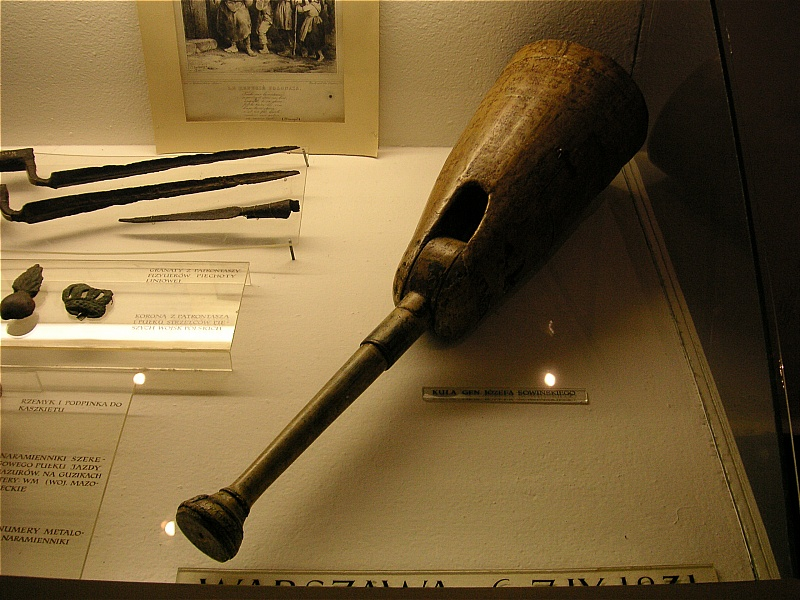
cama de fusta del general Józef Sowiński.

Una cama de fusta, cama artificial o cama protètica, és un tipus de membre artificial o pròtesi que substitueix una part o la totalitat de la cama.
Les cames de fusta han estat tipificades com un pal subjecte a una fusta amb forma ortopèdica, tal com es veu a les pel·lícules de pirates. Actualment, les cames de fusta han estat substituïdes per pròtesis d'altres materials, encara que algunes utilitzades en esports tendeixen a adoptar la mateixa forma.

## Famosos personatges amb cama de fusta

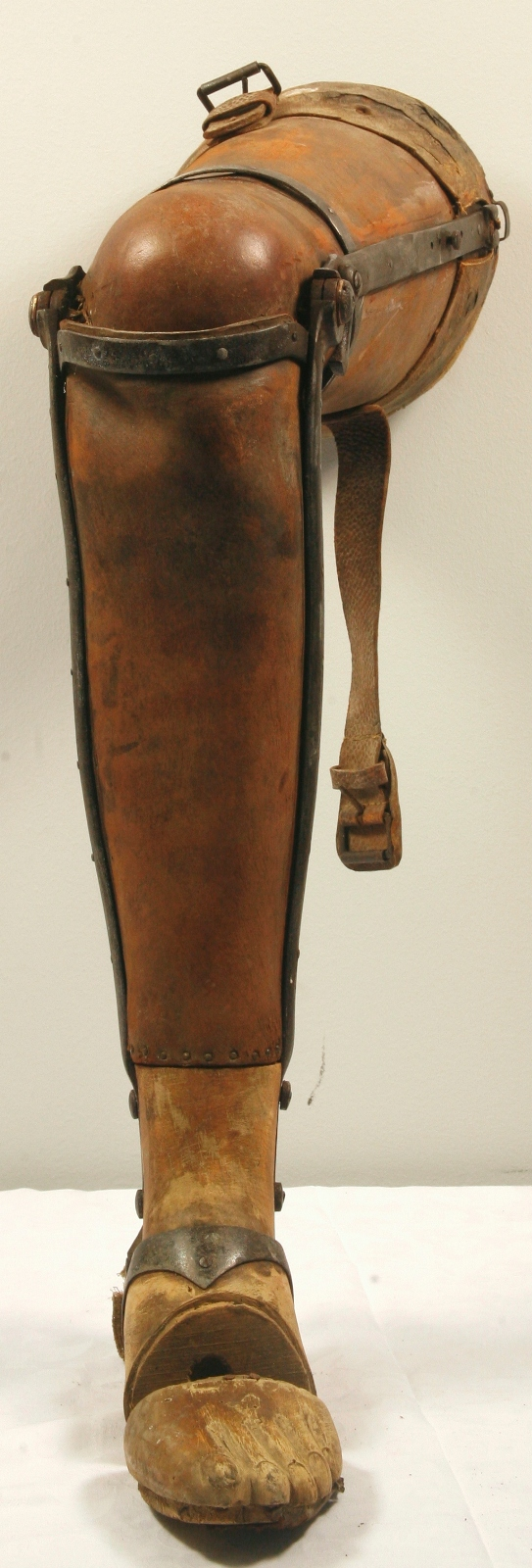
Cama de fusta polonesa de la Primera Guerra Mundial

### Històrics
- François Leclerc (~1554), navegant.[2]
- Cornelius Jol, (1597-1641), navegant i almirall de la Companyia Holandesa de les Índies Occidentals.
- Peter Stuyvesant (1612-1672), holandès, director general de Nova Amsterdam.[3]
- Clayton Bates o cama de fusta Bates (1907-1998), ballarí afroamericà amputat RAK.
- Blas de Lezo (1687-1741), almirall espanyol.
- Governador Morris (1752-1816), polític americà.[2]
- Józef Sowiński (1777-1831), general polonès del segle xix.
- Daniel Sullivan (~1871), personatge de Chicago.
- Dennis Collins, mariner anglès.[4]
- Thomas L.  cama de fusta  Smith , (1801-1866), prospector americà.
- cama de fusta Sam , (Arthur Jackson) (1911-1977), músic de blues americanoa.

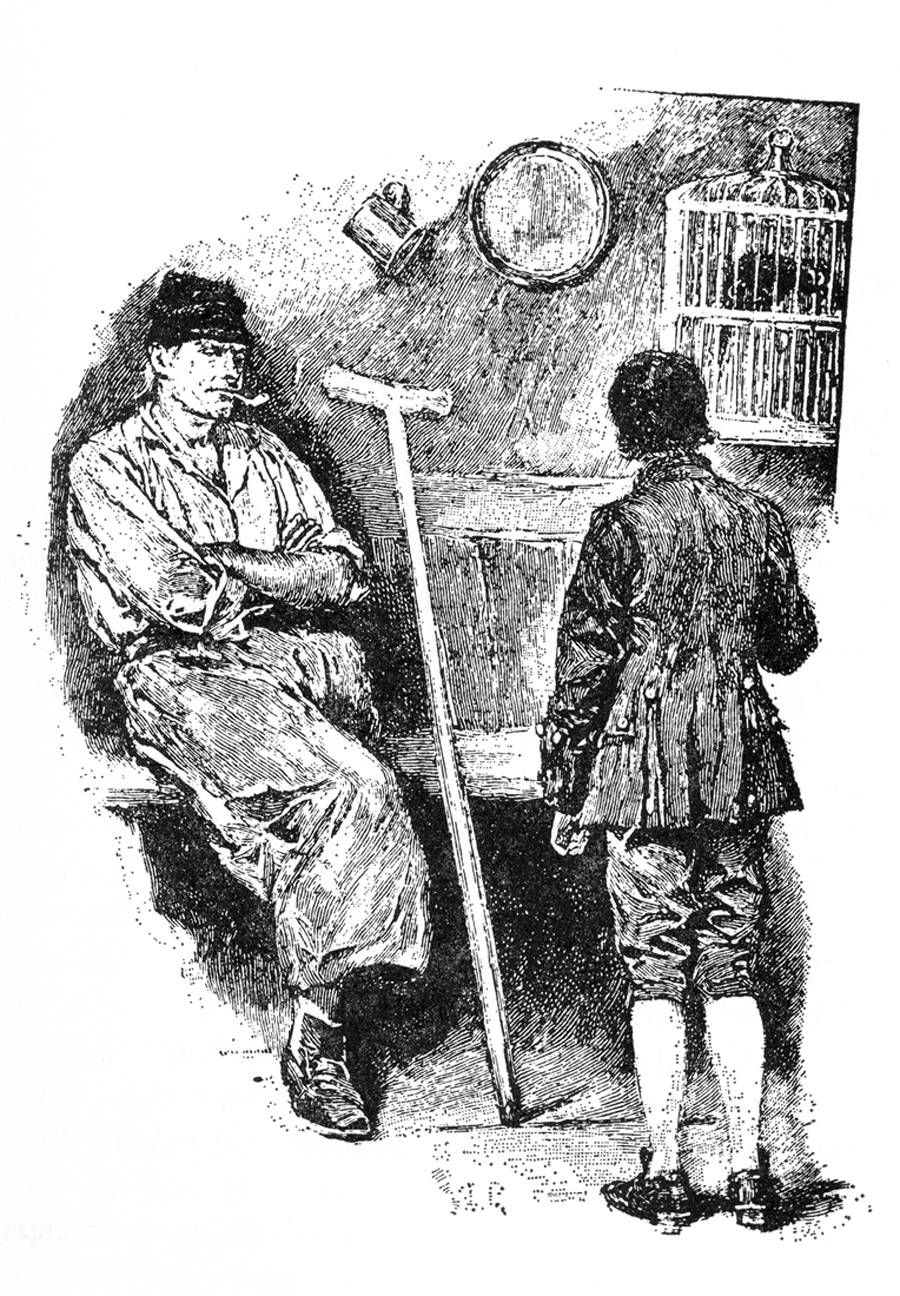
John Silver el Llarg amb la seva crossa.

### De ficció
- Pete (Disney), el personatge més antic amb cama de fusta de Disney.
- Capità Ahab, personatge de  Moby Dick .[2]
- Silas Wegg, personatge de  nostre comú amic  de Charles Dickens.
- Wirt, personatge dels videojocs  Diable  and  Diable II . La seva cama de fusta pot servir per obrir el nivell de la Vaca Secretaria.
- Alastor Mad-Eye Moody, personatge dels llibres i pel·lícules de Harry Potter número IV en endavant.
- Seamus, un personatge a la sèrie animada de televisió  Pare de família .

#### Definicions inexactes
- A John Silver El Llarg, del llibre L'illa del Tresor de Robert Louis Stevenson, li faltava una cama, però no portava una cama de fusta sinó una crossa.
- Davy Jones, personatge de la pel·lícula Pirates del Carib, no tenia cama però l'havia reemplaçat per la cama d'un cranc.
- L'Escocès, a la sèrie de televisió Samurai Jack, havia reemplaçat la cama per una metralleta.
- Cherry Darling, en la pel·lícula de Planet Terror (Grindhouse), va reemplaçar la cama per un rifle d'assalt.

## Vies fèrries
- Fulton Chain Railroad, també coneguda com la cama de fusta pels seus rails de fusta.
- Bradford and Foster Brook Railway, també coneguda com la cama de fusta pels seus pilots de fusta.